# التسلسل الزمني لدولة سلاجقة الروم
يوجد أدناه تلخيص للتسلسل الزمني لدولة سلاجقة الروم (1077-1307) أدناه.

## معلومات أساسية
بعد معركتي كابترون 1048 وملاذكرد 1071، أسس الأتراك عددًا من الدول في الأناضول. هؤلاء كانوا تابعين للسلاجقة. وواقعيًا فقد أسس أحد أفراد السلالة السلجوقية واحدة من أقوى تلك الدول التابعة، وكان اسمها هذه الدولة هو سلاجقة الروم.
ومؤسس تلك الدولة سليمان بن قتلمش أحد أقارب ملك شاه سلطان الدولة السلجوقية من جهة الأب. لكن سرعان ما بدأ سلاجقة الروم بالتصرف بشكل مستقل عن الدولة السلجوقية، وضموا إليهم أراضٍ من الدول التركية الأخرى في الأناضول. تاريخهم معروف بـ:
- قاتلوا الحملات الصليبية الثلاثة الأولى.
- بزغت الإمارة العثمانية من عالمهم، التي أضحت في المستقبل دولة عظمى.

## القرن 11
| السنة     | الحدث |
| --------- | --- |
| 1071      | هزم ألب أرسلان سلطان الدولة السلجوقية الإمبراطور البيزنطي رومانوس الرابع ديوجينيس في ملاذكرد بالقرب من موش أرمينيا البيزنطية. |
| 1077      | تم تعيين سليمان الأول حاكما على الأراضي السلجوقية في الأناضول، لكنه استقل عنها وأسس دولة. |
| 1081      | سيطر سليمان على نيقية (إزنيق الحديثة في محافظة بورصة) بعد دعم تمرد نيكيفوروس ميليسينوس، وجعلها عاصمته. ثم عقد معاهدة مع أليكسيوس كومنينوس والذي اعترف بحكمه، وقررا أن يكون نهر دراكو هو الحدود بينهما. وفي الوقت نفسه أسس زاخاس تركماني بك (ليس عضوًا في الأسرة السلجوقية ولكن والد زوج قلج أرسلان الأول) إمارة في سميرنا (حاليًا إزمير) كونه أول تركماني عمل ببحر إيجة. |
| 1084      | احتل سليمان بن قتلمش أنطاكية. وفي الوقت نفسه سيطر إيلخانوس قائد جيش السلطان قلج أرسلان الأول على أبولونيا وسيزيكوس. |
| 1086      | حاول سليمان إضافة الشام إلى سلطنته، لكنه قتل على يد ابن عمه تتش بن ألب أرسلان في معركة عين سالم. وتولى حاكم نيقية المعين أبو القاسم السيطرة على السلطنة، وحاول دون جدوى توسيع المملكة ولكنه اكتفي بردع الحملات العقابية التي أرسلها السلطان السلاجقة ملك شاه. |
| 1092      | هرب قلج أرسلان الأول من السجن بعد وفاة ملك شاه في نوفمبر 1092 وطالب بنيقية والسلطنة من بولشان شقيق أبو القاسم. فحكم حتى وفاته سنة 1107. |
| 1095/1094 | قتل قلج أرسلان الأول والد زوجته زاخاس في مأدبة عشاء. |
| 1096      | هزم قلج أرسلان الأول حملة الفقراء الصليبية بقيادة والتر المفلس وبطرس الناسك بمعارك كسري كوردون وسيفيتوت في شمال غرب الأناضول. |
| 1097      | تمكنت الحملة الصليبية الأولى بقيادة بوهيموند الأول وجودفري وأديمار من لو بوي من هزيمة قلج أرسلان الأول مرتين، أولاً في معركة نيقية ثم في معركة ضورليم (بالقرب من إسكي شهر الحالية، وسط الأناضول). وسقطت العاصمة نيقية أمام البيزنطيين الذين استعادوها بمساعدة الحملة الصليبية الأولى. وبعد بضع سنوات أصبحت قونية العاصمة الجديدة.                                       |
| 1100      | نجح كمشتكين أمير الدانشمنديون من أسر بوهيموند الأول في معركة ملطين، وبقي في الأسر حتى سنة 1103. |

## القرن 12
| السنة | الحدث |
| ----- | --- |
| 1101  | هزم قلج أرسلان سلطان سلاجقة الروم كلا من ستيفن بلوا وهيو كونت فرماندوا في الموجة الثانية من الحملة الصليبية الأولى في معركة مرسيفان بالقرب من مرزيفون بمحافظة أماسيا.                                                      |
| 1107  | حاول قلج أرسلان أن يحتل الموصل ولكنه هزم بالمعركة. |
| 1110  | استمر ملك شاه بن قلج أرسلان أو شاهين شاه (1107-1116) في صراعه المستمر مع الحملات الصليبية ما أضعف الدولة. |
| 1116  | خضع مسعود الأول (1116-1156) في السنوات الأولى من حكمه لهيمنة الدانشمنديون. |
| 1142  | عادت سلطنة سلاجقة الروم إلى الساحة الإقليمية بعد وفاة ملك محمد غازي الدانشمندي، فأضحت القوة الرائدة في الأناضول للمرة الثانية.                                                                                             |
| 1147  | هزم مسعود الأول سلطان سلاجقة الروم الإمبراطور الروماني المقدس كونراد الثالث في معركة ضورليم الثانية ثم لويس السابع ملك فرنسا في معركة جبل قدموس في الحملة الصليبية الثانية.                                                |
| 1156  | قلج أرسلان الثاني (1156–1192) |
| 1176  | هزم قلج أرسلان الثاني البيزنطيين بقيادة مانويل كومنينوس في معركة ميريوكيفالون. |
| 1178  | ضم قلج أرسلان الثاني الإمارة الدانشمندية. (سيواس والأراضي المحيطة بها بوسط الأناضول). وبسقوطها لم يعد في بلاد الأناضول من دولة إسلامية سوى دولة سلاجقة الروم.                                                              |
| 1186  | قسّم قلج أرسلان الثاني الدولة إلى 11 مقاطعة، يحكم كل مقاطعة أحد أبنائه. |
| 1190  | اجتاز الإمبراطور الروماني المقدس فريدريك الأول بربروسا من الحملة الصليبية الثالثة غرب الأناضول، وهزم السلاجقة في معركة قونية في جنوب الأناضول، واحتل العصمة قونية مؤقتا. ولكنه غرق أثناء عبوره نهر جوكسو بالقرب من سليقية. |
| 1192  | عهد كيخسرو الأول (1192–1196) |
| 1194  | بعد انهيار دولة السلاجقة، أصبحت السلطنة الرومية الفرع الوحيد الباقي منهم. |
| 1196  | سليمان شاه الثاني (1196–1204) |

## القرن 13
| السنة | الحدث |
| ----- | --- |
| 1202  | ضم سليمان شاه الثاني إمارة بنو سلدق (أرضروم والأراضي المحيطة بها في شرق الأناضول). |
| 1202  | هزمت مملكة جورجيا سليمان الثاني في معركة باسيان. |
| 1204  | حكم قلج أرسلان الثالث (1204–1205). |
| 1205  | عهد كيخسرو الأول الثاني (1205–1211). |
| 1207  | الاستيلاء على أنطاليا، فتم الوصول إلى البحر الأبيض المتوسط. |
| 1211  | عهد كيكاوس الأول (1211–1220) |
| 1214  | الاستيلاء على سينوب على ساحل البحر الأسود. |
| 1220  | عهد كيقباد الأول (1220–1237) |
| 1221  | الاستيلاء على ألانيا بمقاطعة أنطاليا على ساحل البحر الأبيض المتوسط. |
| 1223  | بناء ترسانة في ألانيا، علامة على اهتمام علاء الدين كيقباد بالتجارة البحرية. |
| 1224  | استولى علاء الدين كيقباد على أجزاء من الدولة الأرتقية (خربوت والأراضي المحيطة بها). |
| 1227  | استولى سلاجقة الروم على سوداق في شبه جزيرة القرم، وتلك هي الحملة الخارجية الأبرز للسلاجقة لهم. |
| 1228  | الغزوات المغولية على خوارزم وقلعة ألموت أدت إلى تدفق اللاجئين إلى الأناضول. |
| 1228  | ضم علاء الدين كيقباد إمارة منجوجك (أرزنجان والأراضي المحيطة بها) شرق الأناضول. |
| 1230  | هزم علاء الدين كيقباد جلال الدين منكبرتي آخر سلطان خوارزمي في معركة ياسي جمن بالقرب من أرزنجان |
| 1237  | عهد كيخسرو الثاني (1237–1246) |
| 1239  | اعدام سعد الدين كوبك وزير السلطان الذي كان عديم الخبرة، فأعدم بعض أعضاء البيت السلجوقي وأصبح الحاكم الفعلي للسلطنة.                                                                                       |
| 1239  | تمرد بابا عشق أو بابا إسحق، وتمرد معه التركمان (أوغوز) واللاجئين الخوارزميين الذين وصلوا مؤخرًا إلى الأناضول. (تم قمع الثورة بشكل دموي. لكن السلطنة فقدت سلطتها أمام المغول).                              |
| 1240  | الاستيلاء على ديار بكر في جنوب شرق الأناضول. |
| 1243  | هزم المغولي بايجو نويان سلطنة سلاجقة الروم في معركة جبل كوسه في شرق الأناضول. وبعدها أصبحت السلطنة تابعة للإلخانيين.                                                                                      |
| 1246  | كيكاوس الثاني (1246-1262) يحكم مع شقيقيه. لكن الحاكم الحقيقي هو الوزير بروانه الذي تزوج أرملة السلطان الراحل جورجي خاتون.                                                                                 |
| 1256  | هزم المغول سلاجقة الروم في معركة سلطان خان بالقرب من سلطان خان مقاطعة قبصرية وسط الأناضول. |
| 1258  | قسم المغول البلاد إلى سلطنتين. |
| 1262  | قلج أرسلان الرابع 1260–1266 |
| 1266  | كيخسرو الثالث 1266–1284 |
| 1277  | تحالف شمس الدين محمد بك حاكم إمارة قرمان شبه المستقلة مع السلطان المملوكي بيبرس الذي غزا جزءًا من الأناضول.                                                                                                |
| 1277  | استولى شمس الدين محمد بك على قونية وتوج تابعه جيرمي حاكمًا عليها. ولكن تدخل الإيلخانيون وأعادوا عهد كيخسرو الثالث. (خلال إقامته القصيرة في قونية، أعلن محمد باي اللغة التركية لتكون لغة رسمية في السلطنة). |
| 1284  | حكم غياث الدين مسعود 1284–1297 |
| 1289  | هزم التحالف السلجوقي - الإلخاني قبائل كرمايان. |
| 1297  | حكم كيقباد الثالث 1297–1302 |
| 1302  | حكم غياث الدين مسعود 1302–1307 (المرة الثانية) |
| 1328  | استولى القرمانيون على قونية وباقي ممتلكات سلاجقة الروم، ووضعوا حدًا لهم. |